# شمس‌آباد (عنبرآباد)
شمس‌آباد (عنبرآباد)، روستایی از توابع بخش مرکزی شهرستان عنبرآباد در استان کرمان ایران است.

## جمعیت
این روستا در دهستان محمدآباد قرار دارد و براساس سرشماری مرکز آمار ایران در سال ۱۳۸۵، جمعیت آن ۱۵۱ نفر (۲۵خانوار) بوده‌است.